# Get Over It (película)
Get Over It (Así es el amor en México y España y Animate en Argentina), es una película estadounidense de 2001, de comedia romántica acerca de un joven cuya novia termina su relación. La película fue dirigida por Tommy O'Haver para Miramax Films. Está protagonizada por Kirsten Dunst, Ben Foster, Melissa Sagemiller, Shane West, Sisqó y Colin Hanks. R. Lee Fleming Jr. se basó vagamente en la obra de teatro de William Shakespeare Sueño de una noche de verano.

## Argumento
Berke Landers (Ben Foster) y su amor de siempre, Allison (Melissa Sagemiller), formaron la pareja por excelencia de la secundaria, pero ella rompe con él, y comienza una nueva relación con "Striker" (Shane West), un estudiante "extranjero" que una vez fue el cantante de una banda. Cuando Allison y  "Striker" audicionan para la próxima obra de la escuela, Berke trata desesperadamente de ganarse de nuevo a Allison y también audiciona para la misma, a pesar de no tener talento teatral y tener una apretada agenda como miembro del equipo de baloncesto. Mientras tanto, los amigos de Berke, Félix (Colin Hanks) y Dennis (Sisqó), tratan de encontrar una nueva novia para él.
Con la ayuda de la hermana menor de Félix, Kelly (Kirsten Dunst), una compositora talentosa y cantante, Berke gana un papel secundario en la obra, una versión moderna de la comedia musical de Shakespeare A Midsummer Night's Dream, llamada Rockin 'A Midsummer Night's Eve, escrita y dirigida por el profesor de drama de la escuela, el Dr. Desmond Oates (Martin Short). Striker interpreta a Demetrio, Allison interpreta a Hermia, Kelly interpreta a Helena, y Lisandro debe ser interpretado por el actor estrella de la escuela, Peter Wong.
Después que Peter se lesiona en un extraño accidente, Striker nomina a Berke para asumir el papel de Lisandro, quien, aun teniendo la intención de ganarse a Allison, acepta el papel. Poco a poco mejora con la continua asistencia de Kelly, pero es consciente de la atracción cada vez mayor entre los dos. Mientras tanto, Oates culpa a Kelly por su canción mal escrita y rechaza sus sugerencias para mejorarla.
En una fiesta en la casa de Berke, Kelly besa a Berke, pero él insiste en que no puede haber una relación entre ellos porque ella es la hermana de Félix. Ella lo deja, molesta por su falta de voluntad para seguir adelante con su vida, y Félix, al encontrarse con los dos, golpea a Berke. En la misma fiesta, Berke y Allison encuentran a Striker engañando a Allison con su mejor amiga, Maggie (Zoe Saldaña), por lo que Allison rompe con Striker.
La noche del estreno de la obra, la primera mitad de la actuación no tiene problemas a excepción de algunos forcejeos en el escenario entre Berke y Striker. En el intermedio, Allison le confiesa a Berke que quiere volver con él, dejándolo con una difícil elección entre ella y Kelly. Mientras tanto, Striker soborna a dos de los técnicos del teatro para tratar de hacer volar a Berke utilizando pirotecnia. Antes de que se reanude la obra, Félix da la partitura a la orquesta de una balada de amor escrita por Kelly para sustituir las impopulares canciones de Oates.
Después de levantarse el telón, Kelly canta su canción tan hermosa, que hace que Berke se acuerde de su tiempo juntos y finalmente se da cuenta de que la ama. Cuando el cuarto acto comienza, abandona sus líneas del guion y crea su propio verso que profesa el amor de su personaje para el personaje de Kelly, Helena. El público aplaude cuando Berke y Kelly se besan. Striker protesta por los cambios hechos, pero sin darse cuenta de las señales de los técnicos para provocar la explosión, y lo mandan fuera del escenario. Kelly y Berke abandonan el escenario después del espectáculo, esperando a su futuro juntos.

## Reparto
- Ben Foster es Berke Landers.
- Kirsten Dunst es Kelly Woods.
- Melissa Sagemiller es Allison McAllister.
- Sisqó es Dennis Wallace.
- Shane West es Bentley "Striker" Scrumfeld.
- Colin Hanks es Félix Woods.
- Swoosie Kurtz es Beverly Landers.
- Ed Begley, Jr. es Frank Landers.
- Zoe Saldaña es Maggie.
- Mila Kunis es Basin.
- Carmen Electra es Mistress Moira.
- Dov Tiefenbach es Little Steve.
- Vitamin C es Herself.
- Kylie Bax es Dora Lynn Tisdale.
- Martin Short es Dr. Desmond Forrest Oates